# Judo na Letních olympijských hrách 2016 – ženy – lehká váha
Zápasy v judu na Letních olympijských hrách v Riu v kategorii lehkých vah žen proběhly v hale Carioca Arena 2 v přilehlé části Ria de Janeira v Barra da Tijuca 8. srpna 2016.

## Finále
| finále               |                  |
| -------------------- | ---------------- |
| Dordžsürengín Sumijá | Rafaela Silvaová |
| Rafaela Silvaová     | Rafaela Silvaová |

## Opravy / O bronz
Poražení čtvrtfinalisté se utkávají mezi sebou v opravách. Vítězové oprav následně vyzvou poražené semifinalisty v boji o bronzovou medaili.
| opravy            | o bronz          |                  |
| ----------------- | ---------------- | ---------------- |
| Telma Monteirová  | Telma Monteirová | Telma Monteirová |
| Automne Paviaová  | Telma Monteirová | Telma Monteirová |
|                   | Corina Ștefanová | Telma Monteirová |
| Hedvig Karakasová | Lien Čen-ling    | Kaori Macumotová |
| Lien Čen-ling     | Lien Čen-ling    | Kaori Macumotová |
|                   | Kaori Macumotová | Kaori Macumotová |

## Pavouk
|   | 1/32                 | 1/16                           | čtvrtfinále          | semifinále           | finále               |
| - | -------------------- | ------------------------------ | -------------------- | -------------------- | -------------------- |
| A | volný los            | Dordžsürengín Sumijá           | Dordžsürengín Sumijá | Dordžsürengín Sumijá | Dordžsürengín Sumijá |
| A | volný los            | Dordžsürengín Sumijá           | Dordžsürengín Sumijá | Dordžsürengín Sumijá | Dordžsürengín Sumijá |
| A | Sanne Verhagenová    | Sanne Verhagenová              | Dordžsürengín Sumijá | Dordžsürengín Sumijá | Dordžsürengín Sumijá |
| A | Hortance Diedhiouová | Sanne Verhagenová              | Dordžsürengín Sumijá | Dordžsürengín Sumijá | Dordžsürengín Sumijá |
| A | volný los            | Telma Monteirová               | Telma Monteirová     | Dordžsürengín Sumijá | Dordžsürengín Sumijá |
| A | volný los            | Telma Monteirová               | Telma Monteirová     | Dordžsürengín Sumijá | Dordžsürengín Sumijá |
| A | Darcina Manuelová    | Darcina Manuelová              | Telma Monteirová     | Dordžsürengín Sumijá | Dordžsürengín Sumijá |
| A | Irina Zabludinová    | Darcina Manuelová              | Telma Monteirová     | Dordžsürengín Sumijá | Dordžsürengín Sumijá |
| B | volný los            | Kaori Macumotová               | Kaori Macumotová     | Kaori Macumotová     | Dordžsürengín Sumijá |
| B | volný los            | Kaori Macumotová               | Kaori Macumotová     | Kaori Macumotová     | Dordžsürengín Sumijá |
| B | volný los            | Zouleiha Dabonneová            | Kaori Macumotová     | Kaori Macumotová     | Dordžsürengín Sumijá |
| B | volný los            | Zouleiha Dabonneová            | Kaori Macumotová     | Kaori Macumotová     | Dordžsürengín Sumijá |
| B | volný los            | Automne Paviaová               | Automne Paviaová     | Kaori Macumotová     | Dordžsürengín Sumijá |
| B | volný los            | Automne Paviaová               | Automne Paviaová     | Kaori Macumotová     | Dordžsürengín Sumijá |
| B | Nekoda Davisová      | Nekoda Davisová                | Automne Paviaová     | Kaori Macumotová     | Dordžsürengín Sumijá |
| B | Sabrina Filzmoserová | Nekoda Davisová                | Automne Paviaová     | Kaori Macumotová     | Dordžsürengín Sumijá |
| C | volný los            | Kim Čan-ti                     | Rafaela Silvaová     | Rafaela Silvaová     | Rafaela Silvaová     |
| C | volný los            | Kim Čan-ti                     | Rafaela Silvaová     | Rafaela Silvaová     | Rafaela Silvaová     |
| C | Myriam Roperová      | Rafaela Silvaová               | Rafaela Silvaová     | Rafaela Silvaová     | Rafaela Silvaová     |
| C | Rafaela Silvaová     | Rafaela Silvaová               | Rafaela Silvaová     | Rafaela Silvaová     | Rafaela Silvaová     |
| C | volný los            | Catherine Beauchemin-Pinardová | Hedvig Karakasová    | Rafaela Silvaová     | Rafaela Silvaová     |
| C | volný los            | Catherine Beauchemin-Pinardová | Hedvig Karakasová    | Rafaela Silvaová     | Rafaela Silvaová     |
| C | Hedvig Karakasová    | Hedvig Karakasová              | Hedvig Karakasová    | Rafaela Silvaová     | Rafaela Silvaová     |
| C | Rushana Nurjavovová  | Hedvig Karakasová              | Hedvig Karakasová    | Rafaela Silvaová     | Rafaela Silvaová     |
| D | volný los            | Marti Malloyová                | Lien Čen-ling        | Corina Ștefanová     | Rafaela Silvaová     |
| D | volný los            | Marti Malloyová                | Lien Čen-ling        | Corina Ștefanová     | Rafaela Silvaová     |
| D | Arleta Podolaková    | Lien Čen-ling                  | Lien Čen-ling        | Corina Ștefanová     | Rafaela Silvaová     |
| D | Lien Čen-ling        | Lien Čen-ling                  | Lien Čen-ling        | Corina Ștefanová     | Rafaela Silvaová     |
| D | volný los            | Corina Ștefanová               | Corina Ștefanová     | Corina Ștefanová     | Rafaela Silvaová     |
| D | volný los            | Corina Ștefanová               | Corina Ștefanová     | Corina Ștefanová     | Rafaela Silvaová     |
| D | Yadinys Amarisová    | Nora Gjakovaová                | Corina Ștefanová     | Corina Ștefanová     | Rafaela Silvaová     |
| D | Nora Gjakovaová      | Nora Gjakovaová                | Corina Ștefanová     | Corina Ștefanová     | Rafaela Silvaová     |